# Tatort: Der Fall Holdt
Der Fall Holdt ist ein Fernsehfilm aus der Krimireihe Tatort. Der vom Norddeutschen Rundfunk produzierte Beitrag ist die 1034. Tatort-Folge und wurde am 5. November 2017 auf Das Erste, SRF 1 und ORF 2 erstgesendet. Kriminalhauptkommissarin Charlotte Lindholm ermittelt in ihrem 25. Fall.

## Handlung
Kriminalhauptkommissarin Charlotte Lindholm feiert mit ihrem neuen Freund Henning in einem Club. Sie tanzt ausgelassen zur Musik der live spielenden Band Polkageist. Ein Gang zur Toilette gestaltet sich schwierig, da die Warteschlange sehr lang ist. Weil es offenbar dringend ist, verlässt Lindholm die Tanzhalle und sucht Erleichterung auf dem Parkplatz, verdeckt zwischen zwei Autos. Dort wird sie von drei Männern entdeckt und unter hämischen Bemerkungen gefilmt. Lindholm geht offensiv auf die Männer zu und verlangt die Herausgabe des Videos. Doch die Männer lehnen ab. Als Lindholm sich das Smartphone mit dem Video gewaltsam greifen will, eskaliert die Situation. Die Kommissarin wird von den Männern überwältigt und geschlagen, was sogar so weit geht, dass sie auf die am Boden liegende Frau eintreten. Ohne ihren Freund zu benachrichtigen oder um Hilfe zu bitten, begibt Lindholm sich nach Hause und verkriecht sich im Bett.
In der Nähe von Walsrode beginnen Julia und Frank Holdt ihren Tag. Den morgendlichen Vorbereitungen ist anzusehen, dass die Beziehung der Eheleute beeinträchtigt ist. Der Mann spricht kaum mit seiner Ehefrau, widmet sich aber überschwänglich liebevoll dem Hund, bevor er zur Arbeit fährt. Julia Holdt bricht bald darauf ebenfalls mit dem Auto auf, dabei folgt ihr ein gelber Transporter. Da das Wohnhaus in einem Waldgebiet liegt, fährt sie über kleine Waldstraßen. Durch einen quer über der Fahrbahn liegenden Baum ist plötzlich der Weg versperrt. Dies erweist sich als vorbereitete Falle: Ein maskierter Mann aus dem gelben Transporter fordert sie mit gezogener Pistole zum Aussteigen auf. Den bellenden Hund erschießt er kaltblütig. Holdt nutzt die Ablenkung und versucht rückwärtsfahrend die Flucht. Diese endet allerdings schnell an einem Baum, die Verfolger zerren sie aus dem Auto.
Frank Holdt findet beim Heimkommen auf der Haustürschwelle ein Päckchen mit dem abgeschnittenen Zopf seiner Frau. Auf dem beigelegten Funktelefon geht unmittelbar darauf ein Anruf mit einer Forderung über 300.000 Euro Lösegeld für die entführte Ehefrau ein. Die Täter drohen mit der Tötung der Geisel, sollte die Polizei eingeschaltet werden. Holdt ist Filialleiter der örtlichen Volksbank und befragt seine Mitarbeiterin telefonisch nach dem gesamten Bargeldbestand in der Filiale. So kann er an rund 210.000 Euro gelangen. Auf andere Finanzmittel hat er offensichtlich keinen Zugriff. So bittet er seine Schwiegereltern, Christian und Gudrun Rebenow, um das fehlende Geld. Entgegen der eindringlichen Bitte Holdts verständigt sein dominant auftretender Schwiegervater einen befreundeten hohen Beamten im Ministerium und auch die Polizei. Frank Holdt ruft daraufhin heimlich die Täter an und vereinbart die Geldübergabe neu.
Charlotte Lindholm, die sich in ihre Wohnung zurückgezogen hat, da sie den Angriff auf ihre Person mental noch nicht verkraftet hat, erreicht der Anruf ihres Vorgesetzten Marc Kohlund. Er berichtet ihr von der Entführung und fordert die Kommissarin auf, die Betreuung der Familie und die Verhandlungsführung zu übernehmen. Sie weist die Anforderung zurück mit der Begründung, dass sie krankgemeldet sei. Kohlund, seinerseits mit dem Ministerium im Nacken, übergeht dies und drängt Lindholm zur Übernahme des Falles.
Am Wohnhaus treffen zahlreiche Polizisten ein, darunter auch die sichtbar lädierte Lindholm. Gemeinsam mit der ambitionierten jungen Kommissarin Frauke Schäfer ermittelt sie im Umfeld der Familie. Es stellt sich heraus, dass Julia Holdt ihren Mann betrogen hat und dass er sie erheblich geschlagen hat. Der Ehemann überwachte seine Frau mit einem Spionageprogramm auf ihrem Smartphone. Julia Holdt wollte ihren Mann verlassen, die in der Eingangsszene reisefertig gepackte Kleidung diente diesem Zweck.
Durch ihre eigene Gewalterfahrung stark angespannt, konzentriert Lindholm ihre Ermittlungen auf Frank Holdt. Sie hält ihn für den Auftraggeber der Entführung, mit der er seine Frau habe loswerden wollen – möglicherweise durch gezielte Tötung der Geisel. Lindholm setzt dem ebenfalls sehr angespannten Holdt mit einer direkten Beschuldigung so sehr zu, dass er sie heftig zu Boden stößt. Sie gerät außer sich und revanchiert sich mit Schlägen, die erst von der herbeieilenden Schäfer gestoppt werden.
Entführte und Entführer werden in einer Großfahndung von Hunderten von Polizisten gesucht. Die Familie appelliert im Fernsehen an die Erpresser, nach Zahlung des Lösegeldes ihre Geisel freizulassen. Die Medien berichten in großer Aufmachung über die Entführung. Lindholm hat in akribischer nächtlicher Datenrecherche den anscheinend entscheidenden Beweis gefunden: Ein Telefonat zwischen dem Handy der Entführer und dem Hausanschluss der Holdts fand bereits einen Tag vor der Entführung statt. Sie lässt Holdt daraufhin verhaften.
Die Leiche von Julia Holdt wird gefunden. An den schweren Verletzungen, die sie bei der brutalen Attacke eines der Entführer erlitten hatte, ist sie nach einiger Zeit gestorben. Lindholm versucht den Ehemann durch ein besonders hartes Verhör zum Geständnis zu zwingen. Zeitgleich findet Schäfer gemeinsam mit einem Techniker bei einer Überprüfung heraus, dass in der Telefonanlage der Holdts ein falsches Datum eingestellt ist und das Holdt so belastende Telefonat nach Beginn der Entführung stattfand. Der vermeintlich entscheidende Beweis trog, doch die Information erreicht Lindholm nicht. Die Kommissarin schildert im Verhör ausführlich und schonungslos die von Julia Holdt erlittenen Qualen, um Frank Holdt zum Zusammenbruch zu bringen. Holdt leidet sehr unter den Schilderungen, gesteht aber nicht, sondern bestreitet die Tat immer wieder und bekundet die Liebe zu seiner Frau. Kurz darauf erhängt er sich in seiner Gefängniszelle.
Lindholms Vorgesetzter Kohlund kommt zu dem Ergebnis, dass die Kommissarin sich verrannt habe, entzieht ihr den Fall und schickt sie nach Hause. In der letzten Szene sucht Lindholm Trost bei ihrem Freund. Im Abspann berichtet ein Text, dass der Entführungsfall unaufgeklärt geblieben sei.

## Produktion, Hintergrund
Der Film wurde vom 2. November 2016 bis zum 1. Dezember 2016 u. a. in Appel und in Rosengarten im Landkreis Harburg gedreht. Die Premiere fand am 14. September 2017 beim Filmfest Oldenburg statt.
Laut Produzentin Kerstin Ramcke gab der Kriminalfall Maria Bögerl den Anstoß für die Handlung; die Handlung im Film ist aber demgegenüber deutlich verändert. Bögerls Ehemann hatte sich zuhause und nicht in einer Zelle das Leben genommen, zudem hatte das Ehepaar Bögerl nicht nur einen Sohn, sondern auch eine Tochter, welche durch einen Appell im Fernsehen anstelle von Großeltern neben ihrem Bruder präsent war.

## Rezeption

### Kritiken
„Inspiriert ist der fiktive 'Fall Holdt' vom realen Fall Bögerl […] Dieser 'Tatort' ist folglich nichts für Ratefüchse. Regisseurin Anne Zohra Berrached hat zuvor das rigoros explizite Abtreibungsdrama '24 Wochen' gedreht. Ihren ersten Fernsehkrimi hat die Filmemacherin nun als bürgerliches Trauerspiel inszeniert, in dem sie penibel, ja fast dokumentarisch die verschiedenen Stufen der Auslöschung und Selbstauslöschung nachzeichnet. In den trockenen Dialogen wird jedes medizinische Detail der unterschiedlichen Zerstörungsprozesse aufgezeigt.“

„«Der Fall Holdt» ist erfreulich weit weg von jenen Sonntagskrimis, die ihr Gesellschaftsthema wie Abziehbilder angestrengt naiv aus der Vorlage deutscher Wirklichkeit stanzen. Und zufälligerweise grad schön nahe dran an der aktuellen #MeToo-Debatte. […] Die junge Regisseurin Anne Zorah Berrached, die sich seit ihrem Berlinale-Wettbewerbsbeitrag «24 Wochen» auskennt mit weiblichen Figuren, die an ihre Grenzen kommen, präsentiert hier ihren ersten «Tatort». Es ist der richtige Fernsehfilm zur richtigen Zeit.“

### Einschaltquote
Die Erstausstrahlung von Der Fall Holdt am 5. November 2017 wurde in Deutschland von 10,22 Millionen Zuschauern gesehen und erreichte einen Marktanteil von 28,1 % für Das Erste.